# Jean-Pierre Jossua
Jean-Pierre Jossua, né le 24 septembre 1930 à Boulogne-Billancourt et mort le 1er février 2021 à Verneuil-sur-Avre, est un écrivain et théologien dominicain français ayant partagé sa vie entre l'écriture, l'enseignement et la recherche universitaire. Il a été professeur de dogmatique à la faculté de théologie du Saulchoir.

## Biographie
Issu d'une famille juive originaire de Salonique, il doit durant l'occupation allemande se réfugier à Nice, puis s'exiler en Argentine. Son père, resté en France, est arrêté et déporté à Auschwitz, où il meurt en 1943. Sa mère Marcelle, née Cazes, devient quant à elle traductrice.
Après des études de médecine, devenu chrétien, il intègre l'ordre dominicain en 1953. Il accomplit ses études de théologie à la faculté dominicaine du Saulchoir, et soutient une thèse de doctorat d'État en théologie à la Faculté de théologie catholique de Strasbourg. Sa « théologie littéraire » comporte deux versants. Le premier inauguré en 1973 se définit comme l'écriture littéraire de l'expérience et de la réflexion chrétiennes. Le second, développé à partir de 1980 consiste en une lecture théologique de la littérature, avec une série d'études qui seront réunies en volumes et complétées à partir de 1987 par le bulletin critique annuel dans la Revue des sciences philosophiques et théologiques. Cette double orientation se veut paradigmatique d'un rapport entre le christianisme et la culture.
Il est  codirecteur de la revue Concilium de 1970 à 1996, directeur de La Vie spirituelle de 1988 à 1996. En 1977, il donne les Gifford Lectures à Edimbourg sur Pierre Bayle et la question du mal. Son bulletin de théologie littéraire paraît chaque année dans la Revue des sciences philosophiques et théologiques. À partir de 1992, il passe une partie de sa vie en Haute-Provence, au pied de la face nord du mont Ventoux, puis en Normandie à partir de 2014. En 1995 il devient professeur au département d'esthétique du Centre Sèvres jusqu'en 2011. En 2000, il est invité à donner les leçons Aula Joan Maragal à Barcelone, sur la littérature et l'inquiétude de l'absolu.
Il sera enterré à Étiolles.

## Ouvrages
- Le Salut, incarnation ou mystère pascal, chez les Pères de l'Église, de Saint-Irénée à Saint-Léon le Grand, Paris, Éditions du Cerf, 1968, 399 p

édition commerciale de [Thèse : Théologie catholique : Strasbourg : 1968]
- Pierre Bayle ou l'obsession du mal, 1977
- Pour une histoire religieuse de l'expérience littéraire (4 vol. entre 1985 et 1998)
- La Condition du témoin, 1985
- Le Livre des signes, Journal théologique IV, 1993
- Seul avec Dieu : l'aventure mystique, coll. « Découvertes Gallimard / Religions » (no 285), Paris, Gallimard, 1996
- La Chèvre du Ventoux, Journal théologique V, 2001
- Une vie, Desclée de Brouwer, 2001, 112 p.

ouvrage autobiographique
- Figures présentes, figures absentes : pour lire Philippe Jaccottet, 2002
- Si ton cœur croit : le chemin d'une foi, 2007
- La passion de l'infini : littérature et théologie, nouvelles recherches, 2011
- Chercher jusqu'à la fin, 2012
- Aimer Nerval, 2014